# Josef Navrátil
Josef Matěj Navrátil (ur. 17 lutego 1798 w Slaným, zm. 21 kwietnia 1865 w Pradze) – czeski malarz.
Odbywał podróże po Alpach niemieckich i szwajcarskich oraz do Belgii, Francji, Włoch i Austrii. Malował obrazy w stylu romantyzującego realizmu, głównie malowidła ścienne i obrazy sztalugowe - portrety, krajobrazy (m.in. Polowanie na lisa). Tworzył także martwe natury, sceny historyczne i rodzajowe, przeważnie małego formatu, charakteryzujące się swobodą kompozycji, lekkością faktury i subtelnym wyczuciem kolorystycznym.